# Krebs (Wappentier)
Der Krebs ist ein altes Wappentier in der Heraldik.
Dargestellt wird er in der Draufsicht und überwiegend rot gefärbt (tingiert). Er ist jedoch nicht sehr weit verbreitet.
Die gemeine Figur ist schon seit dem 13. Jahrhundert im Wappen nachzuweisen. Nur die Scheren führte zu dieser Zeit die Familie Krewet.
Der Krebs steht für Schutz. Der Panzer soll dies symbolisieren. Die Scheren können als Wehrhaftigkeit gedeutet werden. Im Krebs sieht man die Wiedergeburt. Einen Grund hierfür stellt der jährliche Chitinpanzerwechsel dar.
Der Krebs eignet sich, um redende Wappen zu gestalten.
Er ist Symbol des polnischen Wappenstammes Warnia. Hier kommt er nicht nur im Wappenschild, sondern auch im Oberwappen vor.
Gleichzeitig weist die Darstellung von Krebsen auf deren (lokale) Verbreitung und Nutzung hin.

## Beispiele mit Flusskrebsen

Wappen der Stadt Bernkastel-Kues in Rheinland-Pfalz, auch bei den Landkreisen Bernkastel und Bernkastel-Wittlich vertreten
Wappen der Stadt Cottbus in Brandenburg
Wappen Hohenfelde in Schleswig-Holstein
Wappen der Gemeinde Kreßberg in Baden-Württemberg
Wappen des Landkreises Spree-Neiße in Brandenburg
Wappen der Gemeinde Vörstetten in Baden-Württemberg
Wappen der Kurstadt Bad Wurzach in Baden-Württemberg
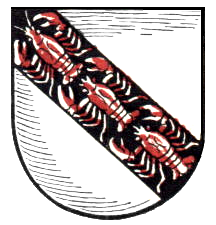
Altes Bad Wurzacher Stadtwappen
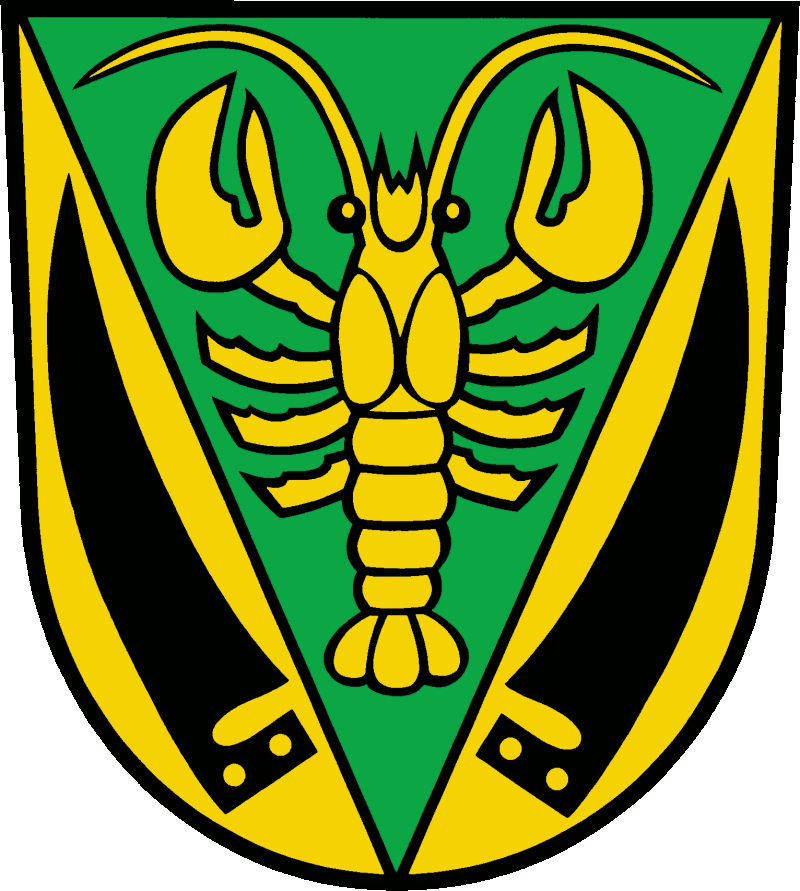
Wappen der Gemeinde Wiesenau (bis 1919: Krebsjauche) in Brandenburg
Wappen von Eurajoki in Finnland
Wappen der Marktgemeinde Münzbach (Oberösterreich)
Wappen der Marktgemeinde Pram (Oberösterreich)
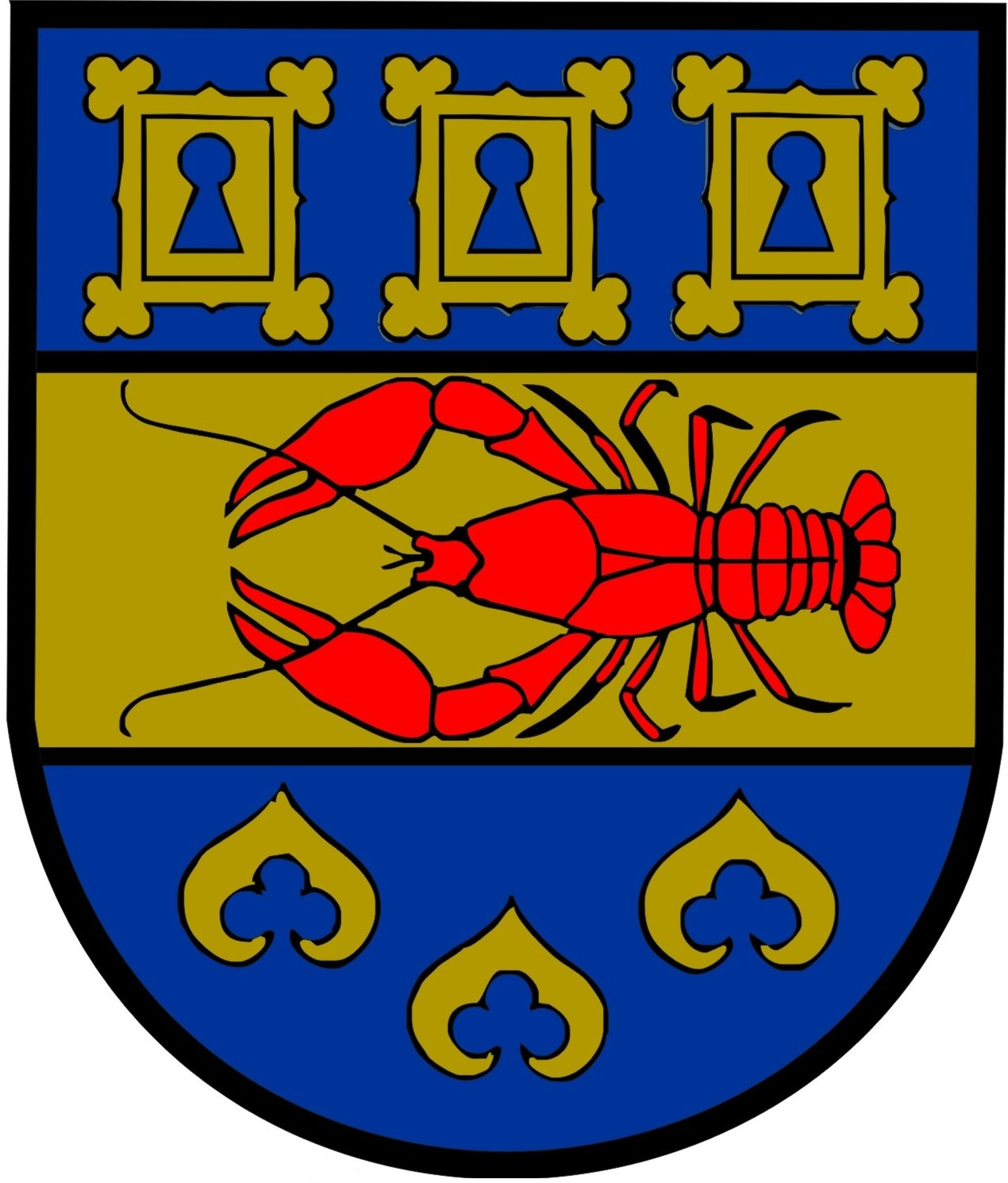
Wappen von Ragnitz (Steiermark)
Wappen von Onnens (Kanton Waadt)
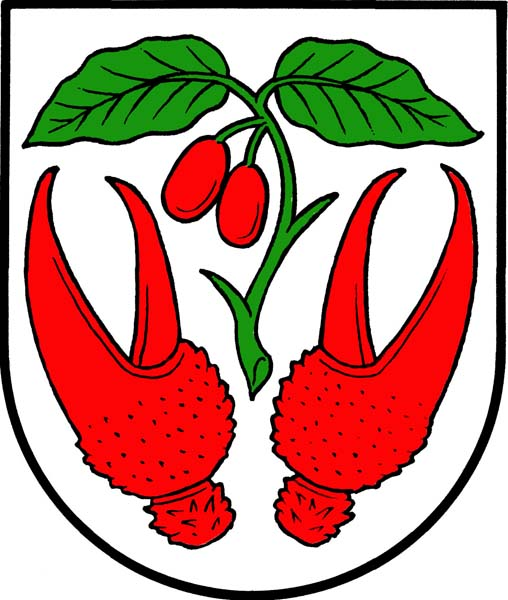
Krebsscheren im Wappen der Gemeinde Dřínov u Kroměříže (Drinow) in Tschechien
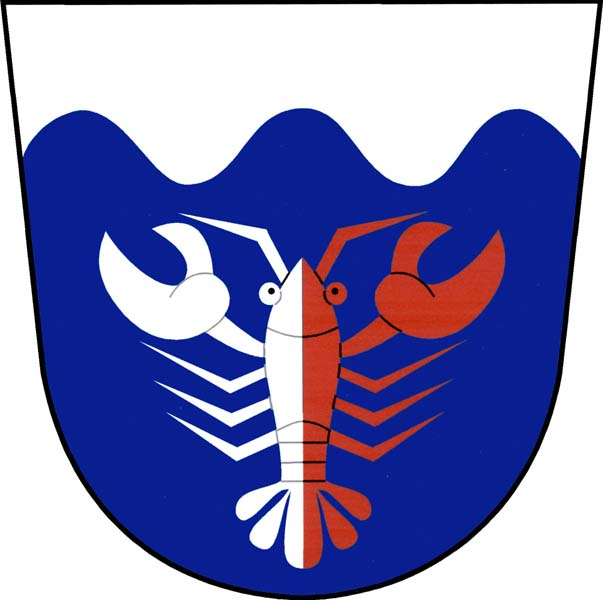
Wappen der Gemeinde  Kostelany nad Moravou (Kostelan an der March) in Tschechien
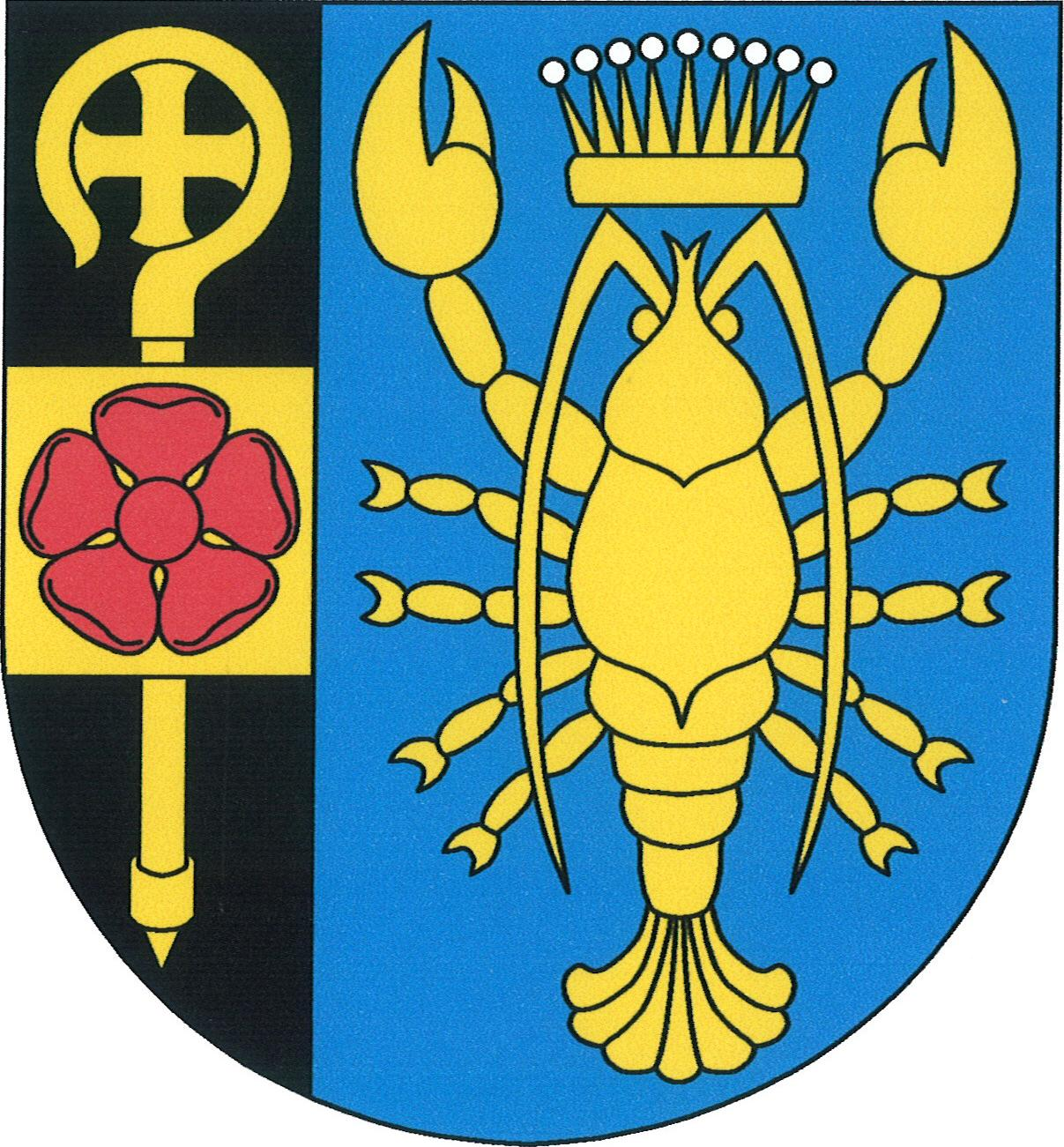
Wappen der Gemeinde  Račetice (Ratschitz) in Tschechien
Wappen der Gemeinde Rajka (Ragendorf) in Ungarn
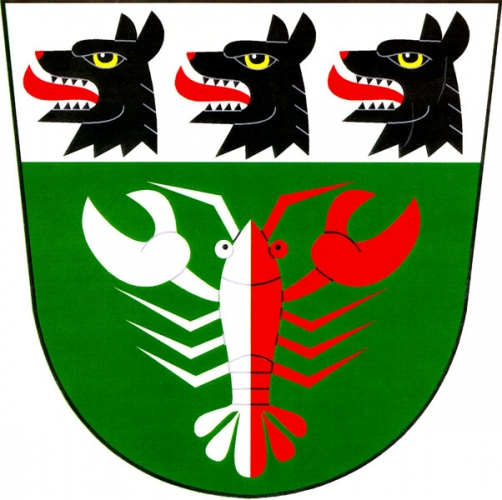
Wappen der Gemeinde Raková u Konice (Groß Rakau) in Tschechien
Wappen der Gemeinde Rakovica in Kroatien
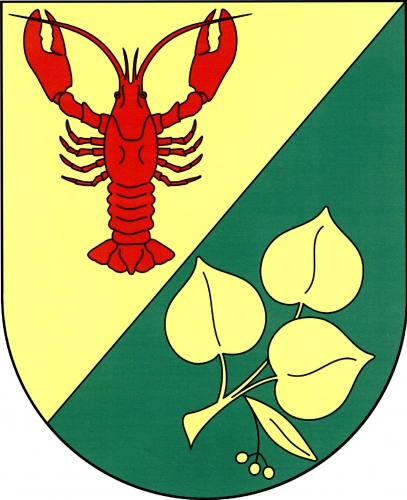
Wappen der Gemeinde Rakovice (Rakowitz) in Tschechien
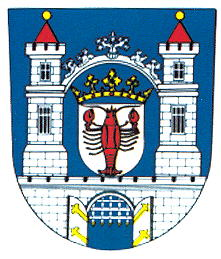
Wappen der Stadt Rakovník (Rakonitz) in Tschechien
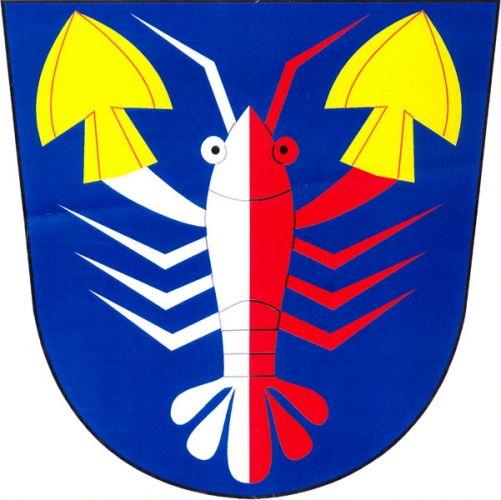
Wappen der Gemeinde  Rakůvka (Klein Rakau) in Tschechien
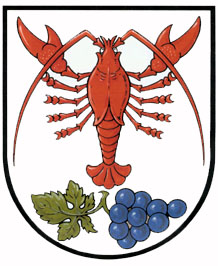
Wappen der Gemeinde  Rakvice (Rakwitz) in Tschechien
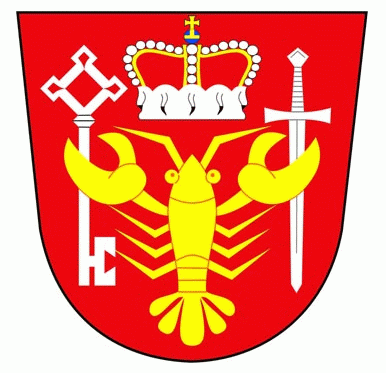
Wappen der Gemeinde Rudoltice (Rudelsdorf) in Tschechien
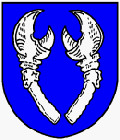
Krebsscheren im Wappen der Gemeinde Železné (Schelesna) in Tschechien
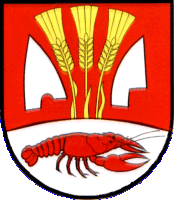
Wappen der Gemeinde Žikava in der Slowakei